# Sérénade américaine
Pour plus de détails, voir Fiche technique et Distribution.
Sérénade américaine (titre original : Music in Manhattan) est un film américain en noir et blanc réalisé par John H. Auer, sorti en 1944.

## Fiche technique
- Titre : Sérénade américaine
- Titre original : Music in Manhattan
- Réalisation : John H. Auer
- Scénario : Lawrence Kimble, Jack Scholl, Harold Jacob Smith, Maurice Tombragel
- Photographie : Russell Metty
- Musique : Leigh Harline
- Affiche : Yves Corbassière (France)
- Société de production : RKO Pictures
- Pays de production : États-Unis
- Format : noir et blanc - 1,37:1 - son : Mono
- Genre : Film musical
- Dates de sortie : 81 minutes
  - États-Unis : 6 octobre 1944
  - France : 9 août 1946

## Distribution
- Anne Shirley : Frankie Foster
- Dennis Day : Stanley Benson
- Phillip Terry : Johnny Pearson
- Raymond Walburn : professeur Carl Roberti
- Jane Darwell : Mme Pearson
- Charlie Barnet : lui-même
- John Hamilton : M. Bradley